# پروگرس (شهرستان چوی)
پروگرس (به لاتین: Progress) یک روستا در قرقیزستان است که در شهرستان چوی واقع شده‌است. پروگرس ۲٬۳۰۳ نفر جمعیت دارد و ۱٬۱۷۵ متر بالاتر از سطح دریا واقع شده‌است.